# The World According to Garp
The World According to Garp (en español El mundo según Garp) es una película de 1982 dirigida por George Roy Hill, basada en la novela homónima de John Irving. Para sus papeles, John Lithgow y Glenn Close estuvieron nominados por Mejor Actor en un Papel de Reparto y Mejor Actriz en un Papel de Reparto en los Premios Óscar.

## Sinopsis
Esta película narra la vida de T. S. Garp, y su madre, Jenny. Mientras Garp se ve a sí mismo como un escritor "serio", Jenny escribe un manifiesto feminista en un momento oportuno, y se encuentra a sí misma como un imán para todo tipo de mujeres en dificultades.

## Reparto
- Robin Williams como T. S. Garp
- James "J.B." McCall como joven Garp.
- Mary Beth Hurt como Helen Holm.
- Glenn Close como Jenny Fields.
- John Lithgow como Roberta Muldoon.
- Hume Cronyn como Mr. Fields
- Jessica Tandy como Mrs. Fields
- Swoosie Kurtz como la furcia.
- Peter Michael Goetz como John Wolf.
- Mark Soper como Michael Milton.